# Théo Vial-Massat
Pour les articles homonymes, voir Theo, Vial et Massat (homonymie).
Théo Vial-Massat, né le 30 août 1919 à La Ricamarie (Loire) et mort le 30 octobre 2013 à Firminy (Loire), est un homme politique français, maire PCF de Firminy de 1971 à 1992 et député de la 4e circonscription de la Loire de 1962 à 1967, de 1978 à 1986 et de 1988 à 1993.

## Biographie
Il est le deuxième enfant d’une famille de huit et fils d’un père mineur, métallurgiste puis marchand de cycles.
Il grandit à La Ricamarie où il obtient son certificat d’études et passe son Brevet ENP d’électricien à l'école nationale professionnelle Mimard de Saint-Étienne (actuel lycée Étienne-Mimard).
Il est marié à Jeanne Blaise.
En août 1936, il entre à la Compagnie Électrique Loire et Centre (future EDF) et adhère à la CGT.

### La résistance
En 1939, il est engagé volontaire pour la durée de la Seconde Guerre mondiale.
Il est démobilisé lors de la reddition de 1940.
Il entre alors dans la Résistance sous l'égide des Francs-tireurs et partisans (FTP).
Arrêté le 4 mai 1943, il est envoyé à la prison du Puy-en-Velay. Il s'évade dans la nuit du 1er au 2 octobre 1943 et rejoint avec des dizaines d'autres évadés le maquis Wodli basé dans la forêt du Meygal.
De fin octobre à début novembre 1943, il passe plusieurs semaines au Chambon-sur-Lignon avec deux autres camarades chez des paysans. Début novembre 1943, il est désigné responsable dans le Puy-de-Dôme puis il est affecté à Avignon.
Le 23 mars 1944, il est arrêté à Valence par la Gestapo et s'évade lors de son transfert à Lyon.
Il retourne au camp Wodli et en prend le commandement en juin 1944. 
En août 1944, il mène, en tant que commandant du camp Wodli, une importante opération contre une colonne allemande de 800 hommes allant du Puy à Estivareilles. Celle-ci se rend, sous la pression des attaques des maquisards, au commandant Marey de l’Armée secrète (AS).
Le 25 août 1944, Théo-Vial Massat s’adresse à la population de Saint-Étienne pour fêter la libération de la région.

### Un engagement politique
Il adhère au PCF au lendemain de la Libération.
Lors de la grève des mineurs, en 1948, il occupe un rôle prépondérant dans la défense des mineurs et sera amené à la suite d'un mandat d’arrêt à prendre le « maquis » pour échapper à la police.
En 1949, il devient membre du comité fédéral du PCF puis accède en 1950 au comité central.
Il remporte en Novembre 1962 les élections législatives face à Eugène Claudius-Petit mais perd son siège de député en 1967 face au même Eugène Claudius-Petit.
Il est élu conseiller général en 1970 et devient maire de Firminy en 1971.
Il est réélu à la mairie de Firminy avec 67 % des suffrages lors des élections municipales de 1977.
En 1978, il reprend son siège de député avec 58 % des suffrages et sera réélu en 1981 et 1988.
Il est réélu aux élections municipales de Firminy en 1983 et 1989.
En 1992, Théo Vial-Massat passe le relais à Bernard Outin mais reste conseiller municipal délégué jusqu'en 1995.
Il ne se représente pas aux élections législatives de 1993.

## Distinctions
- Commandeur de la Légion d'honneur (2 janvier 2001)[2]
- Croix de guerre 1939–1945 (3 citations)
- Médaille de la Résistance française (3 aout 1946)[3]